# 600 Musa
Musa (asteróide 600) é um asteróide da cintura principal com um diâmetro de 24,9 quilómetros, a 2,5130527 UA. Possui uma excentricidade de 0,0549112 e um período orbital de 1 583,75 dias (4,34 anos).
Musa tem uma velocidade orbital média de 18,26536063 km/s e uma inclinação de 10,19706º.
Esse asteróide foi descoberto em 14 de Junho de 1906 por Joel Metcalf.